# Nepret Corona
La Nepret Corona è una struttura geologica della superficie di Venere.